# 597 TCN
597 TCN là một năm trong lịch La Mã.